# The Secret of Monkey Island
The Secret of Monkey Island (česky Tajemství opičího ostrova) je první díl série Monkey Island, počítačová hra typu Point and click adventura. Děj je zasazen do pirátského prostředí Karibského moře. Jako naprostá většina her od LucasArts je i tato obohacena silnou dávkou humoru.

## Hlavní postavy
Detailnější popis postav celé série naleznete na stránce Svět série Monkey Island

### Guybrush Threepwood
- Více o Guybrushovi Threepwoodovi

Hlavní hrdina. Hráčem ovládaná postavička po celý děj hry. Guybrush je mladý kluk, který by se rád stal pirátem.

### Elaine Marleyová
- Více o Elaine Marleyové

Guvernérka Tri-Island oblasti. Mladá, krásná, temperamentní slečna.

### LeChuck
- Více o LeChuckovi

Záporný protagonista hry. Průsvitný duch s plnovousem a velkým kloboukem usiluje o svazek s mladou Elaine

## Příběh

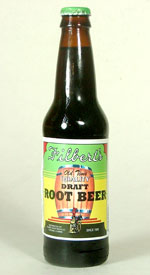
Filbertova stará láhev kořenového piva

Celý příběh začíná na Melée Islandu. Guybrush Threepwood, ještě jako usmrkanec, si zamanul, že se stane pirátem. Pro to, aby jej ostatní piráti uznali za svého musí ale složit 3 zkoušky: najít poklad, porazit mistra šermu a ukrást sošku z vily guvernéra ostrova.

### Kapitola 1. – Tři zkoušky
Během putování po nočním ostrově Guybrush zjišťuje, že guvernér je vlastně guvernérka Elaine Marley do které se záhy zamiloval. Pobyt na ostrově mu však znepříjemňuje Fester Shinetop, nový asistent guvernérky. Později se však ukazuje, že šlo o převlečeného LeChucka. Guybrushovi se podaří najít poklad, získat sošku (i srdce guvernérky) a porazit Carlu The Swordmaster. Elaine Marley je však unesena duchem piráta LeChucka. Guybrush tedy po splnění pirátských zkoušek tedy verbuje posádku, získává loď a vydává se na plavbu na Monkey Island

### Kapitola 2. – Cesta
Druhá, podstatně kratší část, se odehrává na lodi. Potýká se s lenivostí naverbované posádky, kterou tvoří Carla The Swordmaster – mistryně šermu ostrova Melée, Meathook – muž s háky místo rukou a Otis – vězeň osvobozený grogem. Na ostrov však nelze doplout jinak než umícháním speciálního lektvaru a i po dosažení pobřeží je zapotřebí se dostat z lodě na břeh. Guybrushovi nezbývá než se nechat kanonizovat.

### Kapitola 3. – Pod Opičím ostrovem
Ve třetí kapitole, poté co vytáhne zabořenou hlavu z písku, se hlavní hrdina setkává s trosečníkem Hermanem Toothrotem. Na ostrově dále potkává spoustu opic, banánů, lidojedů, pár mrtvol ale žádné piráty. Pirátská loď je ukryta uvnitř ostrova, kam se lze dostat pouze skrze obrovskou, kamennou opičí hlavu.
Zbytek kapitoly spočívá v nalezení cesty podzemním labyrintem ostrova a nalezení pirátské lodi. Protože jde o loď duchů, musí se Guybrush Threepwood stát duchem, aby dosáhl návratu zpět na Melée Island.

### Poslední kapitola – Guybrush nakopává zadek
V poslední části hry Guybrush Threepwood musí zabránit svatbě LeChucka a Elaine Marleyové. To se mu daří na poslední moment. V následném souboji poráží LeChucka kořenovým pivem, které nejlépe účinkuje proti duchům. Následuje ohňostroj a šťastný konec.

## Zajímavosti ve hře

### Návaznosti na jiné hry
V průběhu hry se objevují různé návaznosti na jiné tituly od LucasFilm Games.
Ve Scumm baru Guybrush potká piráta, který funguje jako upoutávka na hru Loom. Pirát má placku Loom a snaží se hráče přesvědčit, aby neztrácel čas s touto hrou a koupil si Loom. Když Guybrush odemkne v pirátské lodi starou truhlu, zazní známá melodie z Indiana Jonese

### Smrt jako v konkurenčních hrách
Když v jedné části hry Guybrush zašel příliš na okraj skály, ta se utrhla a objevila se tradiční obrazovka oznamující, že zemřel a hráč musí načíst naposled uloženou pozici nebo restartovat hru. Tento systém, kdy hlavní hrdina mohl umřít kdykoliv (a hlavně velmi často), používala ve svých adventure hrách konkurenční Sierra Entertainment.

### Prohlášení o nezávadnosti
Hned z kraje hry Guybrush Threepwood hodí hlídacím psům u domu guvernérky Marleyové maso kombinované s květinou, která má uspávací účinek. Následně se hra zastaví a objeví se prohlášení, že ve hře nebylo ublíženo žádným zvířatům a psi pouze spí.

### Nové technologie
Ačkoliv je celá hra situována zhruba do poloviny minulého tisíciletí, lze zde najít spoustu úkazů z 20. století. Například automaty na grog, akreditiv, potisknutá trička, zámek s digitálním kódem na dveřích chýše a spousta dalších.